# São João do Souto
São João do Souto is een plaats (freguesia) in de Portugese gemeente Braga en telt 932 inwoners (2001).